# Klingspor (Unternehmen)

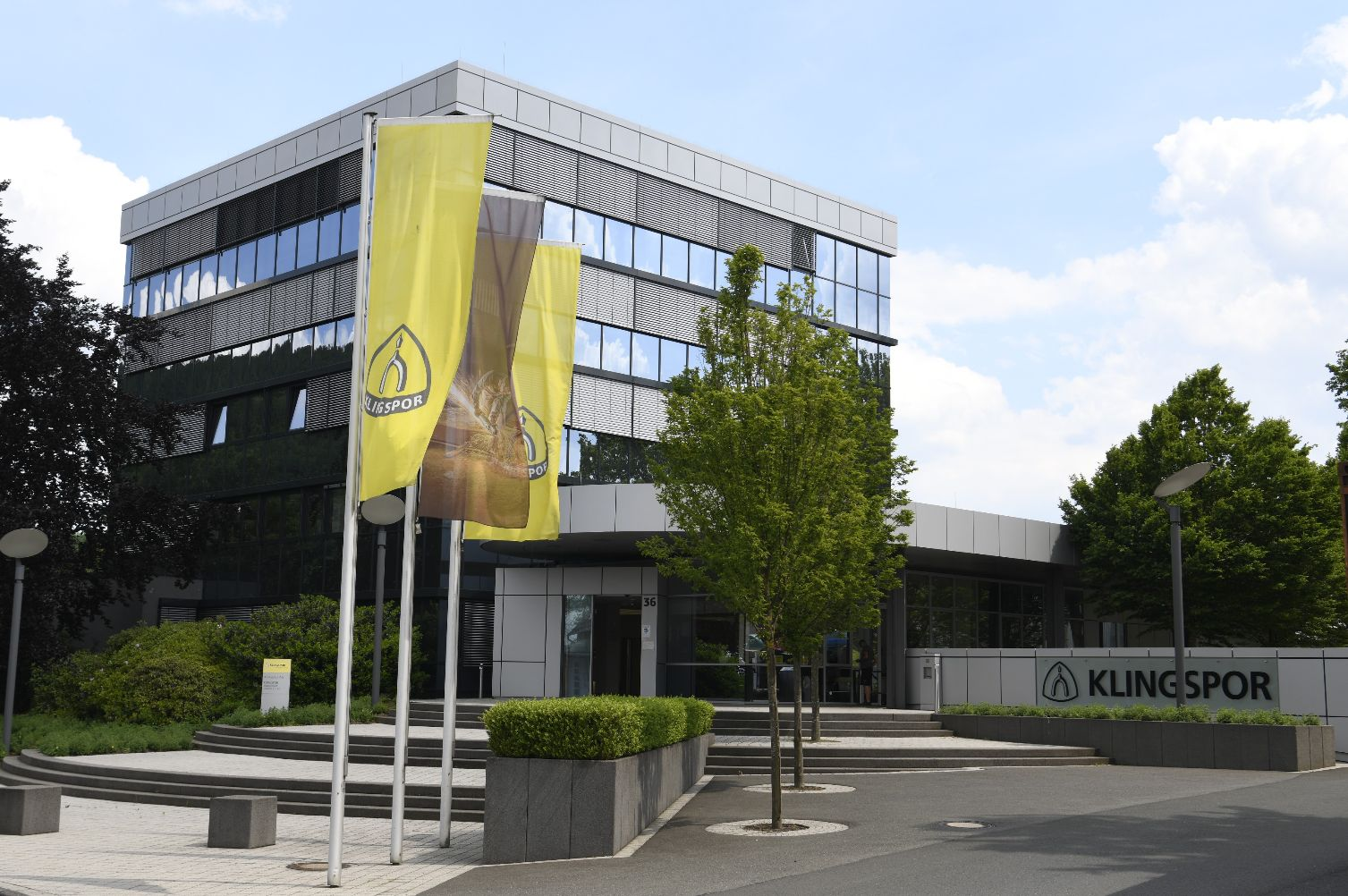
Das Verwaltungsgebäude der Klingspor AG in Haiger, Hessen, Deutschland, im Jahr 2021

Die Klingspor AG ist einer der ältesten Schleifmittelhersteller weltweit und beschäftigt ca. 2.900 Mitarbeiter. Der Jahresumsatz beträgt etwa 289 Mio. Euro. Das Familienunternehmen Klingspor wurde 1893 gegründet und zum 1. Januar 2005 in eine Aktiengesellschaft überführt. Sitz der Klingspor AG ist Haiger. 

## Geschichte

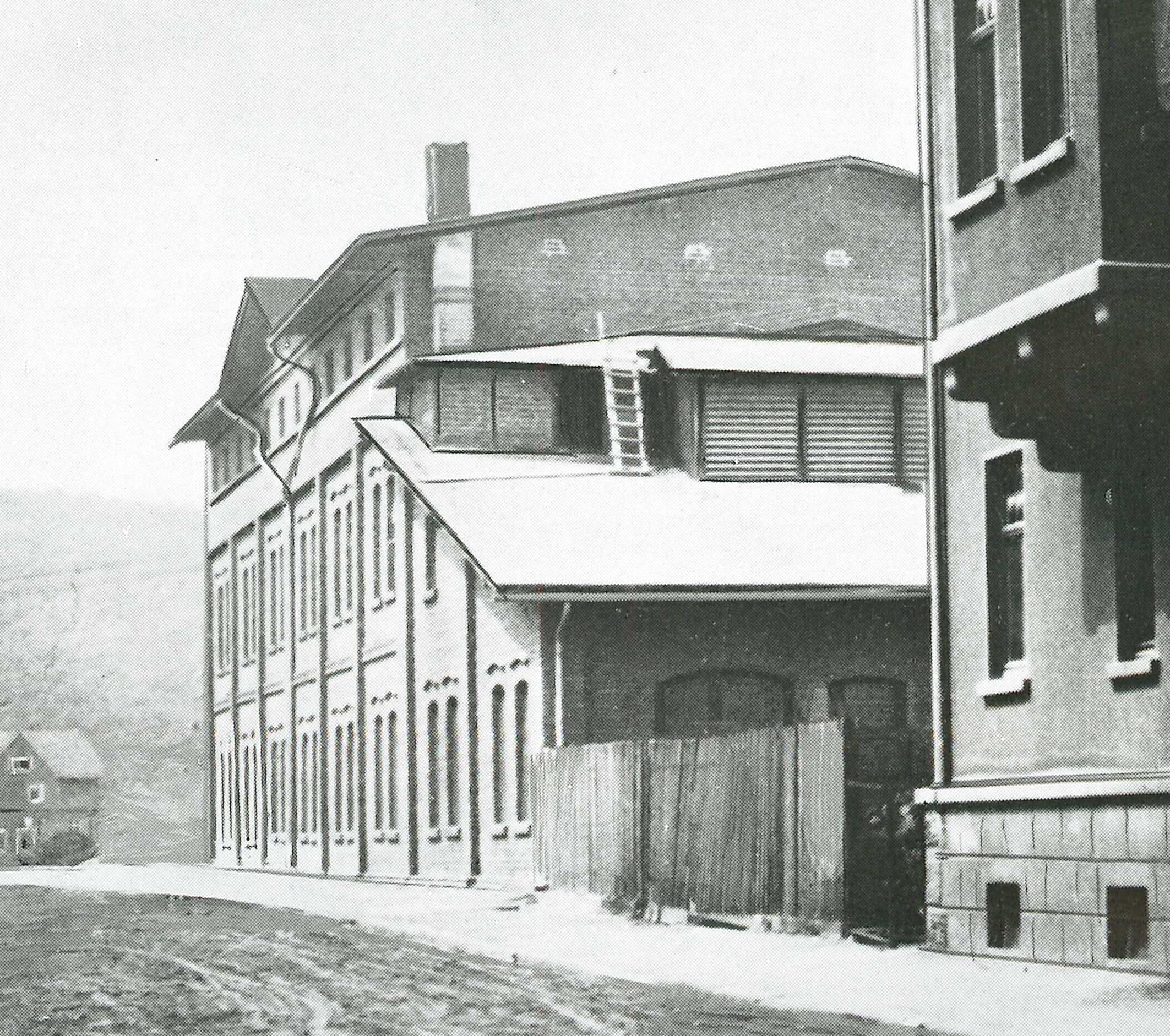
Erstes Firmengebäude der 1893 gegründeten Leimfabrik in Siegen

1893 gründete Johann Friedrich Klingspor in Siegen eine Leimfabrik. Als die Nachfrage nach Leim nachließ, begann das Unternehmen ab 1899 Produkte zu fertigen, für deren Herstellung große Mengen an Leim benötigt wurden. Hierzu zählten insbesondere Schmirgelpapier bzw. Schleifleinen. Im Zuge dieser Umstellung wurde das Unternehmen in „Siegener Leimfabrik und Naxos Schmirgelwerke“ umbenannt. Der Name bezieht sich auf die griechische Insel Naxos, von der ein graubrauner, mineralischer Stein stammt, der zum Schleifen und Polieren verwendet wird.
Ab 1900 verkaufte Klingspor gemahlenen Schmirgel. Da die Nachfrage nach Schmirgelpapier schnell stieg, wurden die Produktionsanlagen nach zwei Jahren vergrößert. Ein neues Mahlwerk und ein Kesselhaus entstanden. In Köln wurde 1902 eine Niederlassung mit Verkaufsbüro eingerichtet. Da viele Bereiche der Industrie und des Gewerbes, darunter vor allem die damals schnell wachsende Eisen- und Stahlindustrie Schleifmittel brauchten, gelang es Klingspor, sich auf dem Schleifmittel-Markt zu etablieren. 1917 übernahm Carl Klingspor die Unternehmensführung von seinem Onkel Carl Koecke und steigerte den Export. Am 9. Januar 1922 wurde die offene Handelsgesellschaft Naxos-Schmirgelwerke, Klingspor & Co. in eine Gesellschaft mit beschränkter Haftung umgewandelt.
Anfang der 1930er Jahre war Klingspor ein lokal agierender Mittelständler. Das Unternehmen profitierte von der in Deutschland ab 1933 anziehenden Konjunktur in der Eisen- und Stahlindustrie, im Automobilbau und in der Rüstungswirtschaft. Dies steigerte auch die Nachfrage nach Schleifmitteln. Klingspor entwickelte sich zu einem deutschlandweit aktiven Unternehmen und baute parallel seit den 1930er Jahren ein weltweites Exportgeschäft auf.
Nach dem Ende des Zweiten Weltkrieges begann Klingspor noch 1945 mit dem Wiederaufbau der bei einem alliierten Bombenangriff auf Siegen zerstörten Firmengebäude und nahm die Produktion wieder auf.
1951 brachte Klingspor unter dem Namen Kronenflex faserstoffgebundene Schleifscheiben für hochtourige Maschinen mit einer Umfangsgeschwindigkeit von ca. 80 bis 100 m/s auf den Markt. 1954 führte das Unternehmen mit dem Schleifmop ein damals neuartiges Schleifwerkzeug auf dem europäischen Markt ein.
1958 zog Klingspor von Siegen an seinen heutigen Hauptsitz Haiger um. 1972 wurde der Schleifmopteller, eine Fächerschleifscheibe, zur Serienreife gebracht.

1978 wurde die erste außereuropäische Tochtergesellschaft in den USA gegründet, 1996 in Polen der erste internationale Fertigungsstandort eröffnet. Seit der Umwandlung der Klingspor GmbH in die Klingspor AG im Jahr 2005 liegt der operative Geschäftsbetrieb bei der 100%igen Tochtergesellschaft Klingspor Schleifsysteme GmbH & Co. KG. 2014 begann das Unternehmen mit dem Bau des neuen Logistikzentrums in Haiger. Dieses wurde 2016 in Betrieb genommen.

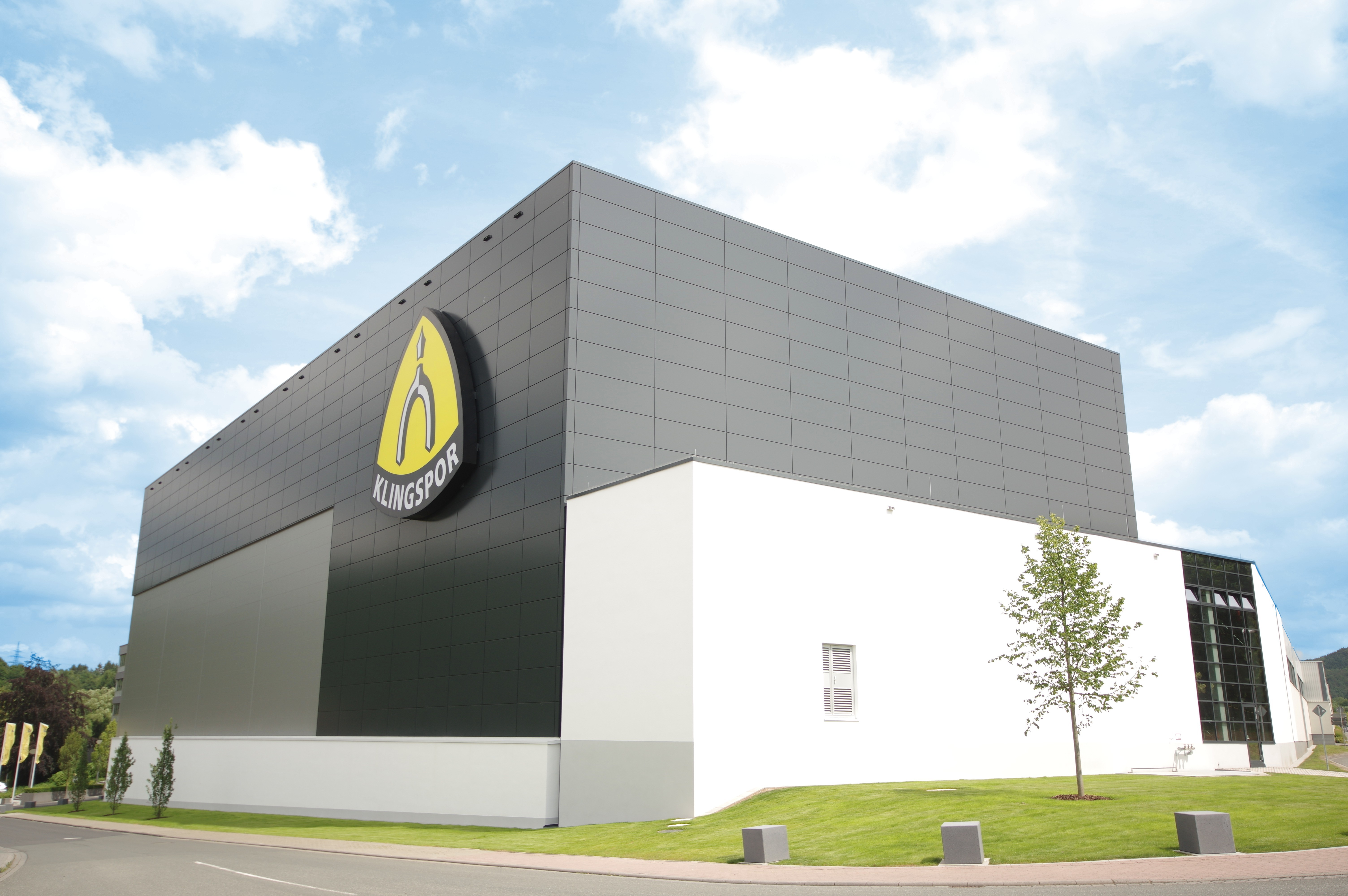
Das 2016 fertiggestellte Logistikzentrum der Klingspor AG in Haiger, Hessen, Deutschland

 2015 wurde im westukrainischen Lwiw ein neues Werk für Diamantwerkzeuge eröffnet.
Im Jahr 2019 gab es weltweit 41 Vertriebs- und Fertigungsstandorte.

## Produkte
Das Unternehmen hat nach eigenen Angaben aktuell mehr als 50.000 Artikel im Sortiment. Dieses umfasst Werkzeuge aus den Bereichen Schleifen, Trennen, Fräsen, Polieren und Material abtragen. Die Produkte eignen sich unter anderem für die Bearbeitung von Metallen, NE-Metallen, Edelstahl, Holz- und Holzwerkstoffen, Lack und Farbe, mineralischen Werkstoffen, Glas und Keramik sowie Kunststoff, Gummi und Leder.
Das Produktspektrum wird unternehmensintern in folgende Kategorien unterteilt: Schleifrollen, Schleifbänder, Fiberscheiben, Schleifblätter, Quick Change Discs, Schleifmop, Schleifmopteller, Trennscheiben, Schruppscheiben, elastische Schleifmittel, Hartmetallfräser und Diamantwerkzeug. Der größten Produktgruppe Schleifmittel auf Unterlage werden Schleifpapier und Schleifgewebe zugeordnet, die als Rollenware, in Streifen, Bändern und Scheiben unterteilt werden. Im Bereich Trennen werden Trennscheiben und Schruppscheiben unter der Produktmarke Kronenflex vermarktet. Hier werden etwa 60 verschiedene Typen angeboten. Schleifmopteller sind eine Alternative zu klassischen Schruppscheiben und verfügen über fächerförmig, radial angeordnete Schleiflamellen mit hoher Schleifleistung. Schleifmopräder sind spezielle Fächerräder, die sich dem Werkstück anpassen.